# Факула Эльба
Факула Эльба (лат. Elba Facula) — сравнительно небольшое яркое пятно (область) на поверхности самого большого спутника Сатурна — Титана.

## География и геология
Координаты — 10°48′ ю. ш. 1°12′ з. д. / 10,8° ю. ш. 1,2° з. д.. Максимальный размер — 250 км. Факула Оаху находится внутри тёмной местности Ацтлан. К северо-западу от неё находится светлая местность Кивира. Факула Эльба была обнаружена на снимках космического аппарата «Кассини».

## Эпоним
Названа именем Эльбы, итальянского острова. Это название было утверждено Международным астрономическим союзом в 2006 году.